# Sara la Nera

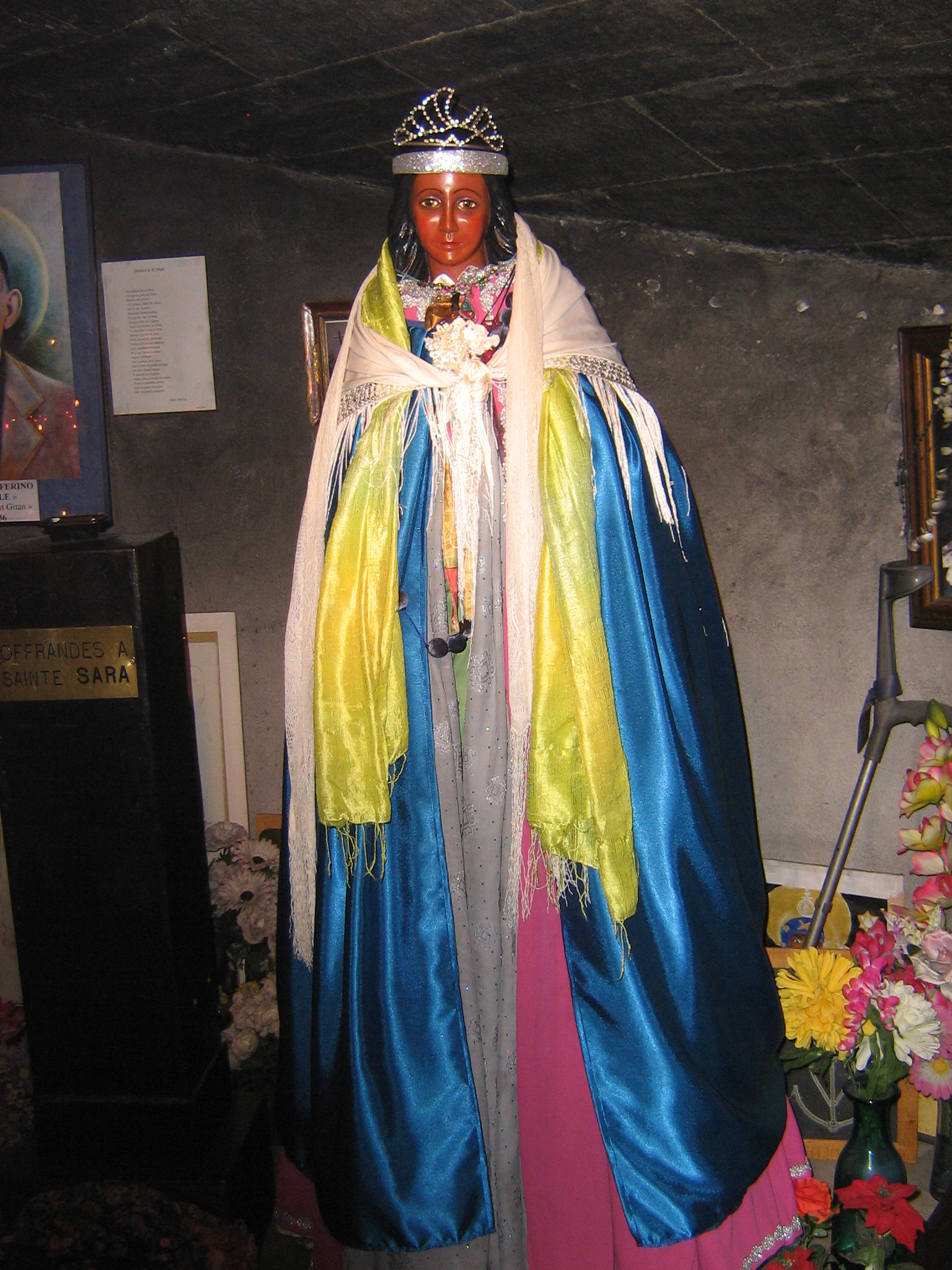
Statua di Sara la Nera nella cripta della chiesa di Saintes-Maries-de-la-Mer

Sara la Nera o Santa Sarah, nota anche con il nome di Sara-la-Kali (Sara la Nera), viene venerata come santa dalla comunità rom dei Manouches, Coradores, Sinti e Rom presso la città francese di Saintes-Maries-de-la-Mer, nella Camargue. Una leggenda fa di lei la serva delle Marie onorate presso il suddetto comune. Per un'altra leggenda si trattava di una donna pagana di alto rango convertitasi alla religione di Abramo. Sebbene sia chiamata anche con l'appellativo di Santa, non è riconosciuta come tale da nessuna delle principali confessioni religiose.

## Tradizione
Secondo il racconto tradizionale Sara, originaria dell'alto Egitto, era la serva nera di Maria Salomè e Maria Iosè, presenti quando Gesù fu crocifisso. Maria-Salomè, Marie Iosè e Maria Maddalena, dopo la resurrezione di Cristo, partirono a bordo di un'imbarcazione senza remi raggiungendo infine le coste della Francia, dove sbarcarono in un luogo detto Oppidum Râ, noto in seguito come Notre Dame de Ratis (Râ fu cambiato anche per influsso del latino ratis, cioè "zattera"); il nome della città fu cambiato prima in Notre Dame del la Mer, e, successivamente, in Saintes-Maries-de-la-Mer nel 1838. Altre versioni della leggenda includono anche Giuseppe d'Arimatea, il portatore del Graal.
In Francia, il giorno in cui si fa memoria del loro pellegrinaggio è il 24 maggio, lo stesso in cui si celebra la festa di santa Sara. Il rituale prevede il trasporto della statua dal mare alla terraferma al fine di rievocare il suo arrivo in Francia.

## Storia
Nonostante la tradizione delle Marie sia alquanto antica (se ne trova traccia nella Legenda aurea del XIII secolo) Sara non figurerà prima del 1521 ne La Légende des Saintes-Maries de Vincent Philippon, mentre la devozione a Sara sarà nota solo dopo il 1800.

### Possibili influenze
Sarah-la-Kali (Sara la nera) secondo alcuni potrebbe essere collegata alla divinità indiana Kālī (Bhadrakali, Uma, Durga, e Syama). Questo nome concorda con l'ipotesi dell'origine indiana della comunità Rom, che giunse in Francia verso il IX secolo. Sara rappresenterebbe quindi una manifestazione sincretistica e cristianizzata della dea Kali. Non solamente il nome coincide (benché questo abbia la propria spiegazione nel suo significato letterale), bensì anche nel rituale alcuni hanno colto coincidenze singolari: Durgā, altro nome di Kali, dea della creazione, della malattia e della morte, rappresentata con il volto nero, durante un rito annuale in India viene immersa nella acque e poi fatta emergere.
Sara la nera ricorda altresì il culto alla Vergine Nera, con la quale è evidentemente confusa.
Tali teorie non sono tuttavia pienamente condivise, anzi in particolare fermamente negate dai sostenitori di un'origine ebraica dei Rom antecedente al periodo della loro migrazione indiana, che trovano insussistente la coincidenza del nome, che sarebbe giustificato dal suo semplice significato letterale, e del tutto insignificanti le coincidenze di rito, insistendo sulle radicali differenze tra la mitologia indiana e quella rom: per loro il rito di Sara è sì una forma di sincretismo cristiano, ma con ancestrali elementi ebraici e non indiani.
Stando a quanto scritto da Franz de Ville Sara era una Rom:
Una dei primi membri del nostro popolo a ricevere la rivelazione fu Sara la Kali. Ella era di nobili natali e guidò la sua tribù sulle rive del Rodano. Conosceva i segreti che Lui aveva trasmesso… I Rom in quel tempo praticavano ancora una religione politeista, e usavano trasportare sulle spalle la statua di Ishtar (Astarté) entrando con essa nelle acque del mare per ricevere la sua benedizione. Un giorno Sara ebbe una visione che la informava dell'arrivo delle sante donne presenti alla morte di Gesù, che stavano per giungere e che sarebbe stato loro compito aiutarle. Sara le vide giungere sulla loro imbarcazione, il mare era agitato e l'imbarcazione rischiava di rovesciarsi. Marie Salomè getto il suo mantello sui flutti, usandolo come una zattera, Sara e i suoi aiutarono le sante a raggiungere la terra ferma dove si radunarono, al fine, sulla spiaggia in una preghiera di ringraziamento.
Secondo la tradizione, l'imbarcazione trasportava Maria Salomè, moglie di Zebedeo e madre di Giovanni e Giacomo il Maggiore, Maria Iosè, moglie di Cleopa, madre dell'apostolo Giacomo il Minore, e probabile cugina della Vergine Maria, Maria Maddalena, Santa Sara, Lazzaro, Marta (sorella di Lazzaro), San Massimino e San Sidonio.

## Sara la Nera nella musica
- Il cantante Piero Pelù, dei Litfiba, è molto devoto a Sara la Nera, tanto da essersi fatto eseguire due tatuaggi con il nome della santa sulle braccia[7][8].
- Nell'album live Colpo di coda (1994) dei Litfiba, la figura di Sara la Nera viene evocata, ma non citata esplicitamente, nella canzone A denti stretti.
- Nell'album Spirito (1994) dei Litfiba, la figura di Sara la Nera viene evocata, ma non citata esplicitamente, nella canzone Lacio Drom (Buon viaggio).
- Nell'album Non è cambiato niente (2000) dei Tupamaros, la figura di Sara la nera viene citata nel brano Polvere e vento.
- Nell'album La musica dei poveri (2002) dei Mercanti di Liquore è presente una canzone intitolata Santa Sara, che fa evidente riferimento nel testo a Saintes-Maries-de-la-Mer e alla santa, definita "Madre di chi casa non ha".
- Nell'album Biandilò ò Chavò (2004) dei Tamales De Chipil, a Sara Kali viene dedicato il brano di apertura del CD Sara kali proteggi il mio sentier, umile e fatto di amor....
- Nell'album Akuaduulza (2005) di Davide Van De Sfroos, il brano Rosanera parla di una chitarra suonata « [...] in Camargue per il giorno di Santa Sara»: un palese riferimento al pellegrinaggio annuale dei Gitani.
- Nell'album La parola che consola (2008) di Banda Elastica Pellizza, la canzone Abbiam vestito Sarah è espressamente dedicata alla santa.
- Nell'album Marinai, profeti e balene (2011) di Vinicio Capossela, la figura di Santa Sara è evocata nella canzone La Madonna delle Conchiglie con numerosi evidenti riferimenti, anche se non citata esplicitamente.
- Nell'album live Trilogia del potere 1983-1989 (2013) dei Litfiba, la figura di Sara la Nera viene citata direttamente nella canzone Tziganata col testo "Santa Sara proteggi".
- Nell'album Eresie di Alessandro Sipolo (2015) la canzone Saintes Maries parla della festa dei Gitani e della figura di Sara la Nera che torna al mare.